# NGC 662
NGC 662 is een spiraalvormig sterrenstelsel in het sterrenbeeld Andromeda. Het hemelobject werd op 22 november 1884 ontdekt door de Franse astronoom Édouard Jean-Marie Stephan.

## Synoniemen
- PGC 6393
- UGC 1220
- IRAS01416+3726
- MCG 6-4-60
- KUG 0141+374
- ZWG 521.73
- KARA 62
- 5ZW 98
- ARAK 55